# Eflornitina
L'eflornitina és un derivat de l'ornitina especialment actiu contra la tripanosomosi africana, també coneguda com la malaltia de la son; la qual es transmet a través de la picada de la mosca tse-tse que li serveix de vector a un paràsit conegut com a T. b. gambiense. El fàrmac actua inhibint l'enzim ornitina decarboxilasa, un enzim caracteritzat per participar en la síntesi de la poliamina en un tipus de protists denominats els tripanosomes, encarregats de generar la malaltia. L'eflornitina té la capacitat de travessar fàcilment la barrera hematoencefàlica per a penetrar al líquid cefalorraquidi i combatre la fase neurològica de la malaltia que afecta tot el SNC, l'eflornitina s'elimina principalment pels ronyons.

## Història
L'eflornitina s'ha vingut utilitzant des d'un temps enrere per tractar la segona fase de la malaltia tripanosomiasis africana amb el melarsoprol. No obstant això, a causa que el grup de persones que sol·licitaven el medicament en major proporció eren poblacions pobres que no podien pagar-lo, la seva producció es va interrompre al 1995. L'any 2000 diferents laboratoris, estudiant els seus components i reaccions, es van adonar que l'ornitina decarboxilasa era un enzim important en el creixement del borrissol, i que si l'eflornitina tenia la capacitat d'inhibir aquest enzim, es retardava el creixement del borrissol corporal. I que podia ser bastant lucratiu com a tractament del hirsutisme. Així mateix al 2001, amb ajuda de Metges sense Fronteres (MSF) i l'Organització Mundial de la Salut (OMS) es va sol·licitar la represa de la producció d'Eflornitina per al tractament de la tripanosomiasis africana.

## Dosificació i administració
El contingut d'un flascó d'eflornitina ha de diluir-se en 400 ml de solució salina fisiològica. S'ha d'administrar una dosi de 100 mg/Kg cada sis hores durant almenys 14 dies, via intravenosa. Donat que es necessita atenció i dosis regulars es va crear un nou tractament conegut com a TCNE amb l'avantatge que requereix moltes menys injeccions i menor temps d'hospitalització (només set dies) i consisteix en la combinació de nifurtimox oral i eflornitina intravenosa.
Els efectes secundaris més comuns indicats són diarrea, anèmia, leucopènia, trombocitopènia, i convulsions.